# Marjorie Lacroix
Pour les articles homonymes, voir Lacroix.
Marjorie Lacroix est une footballeuse française née le 20 mars 1990 à Massy. Elle évolue au poste de milieu de terrain à l'ASJ Soyaux.

## Carrière
- Palaiseau
- Juvisy FCF (2005-2007).
- ASJ Soyaux (2007-2010).
- Juvisy FCF (2011-2012).
- FCF Val d'Orge (2012-2013).

## Palmarès
- Présélectionné en équipe de France des moins 17 ans.
- Vainqueur de la Coupe de Paris en 2006 avec Juvisy.
- Participation à la Coupe UEFA féminine avec Juvisy en 2006 (2 matchs, 2 buts[1]).
- Vainqueur de la Coupe de Paris et de la Coupe de l'Essonne en 2012 avec Juvisy.